# Sentier de grande randonnée 75
Le GR 75 (initialement GR 2024) est un sentier de grande randonnée métropolitain ceinturant la ville de Paris. Ce circuit de 50 kilomètres de longueur est inauguré le 15 juin 2017 en soutien à la candidature de Paris pour les JO de 2024.

## Histoire
Le parcours est créé en soutien à la candidature de Paris pour l'organisation des Jeux olympiques d'été de 2024. Le parcours passe d'ailleurs près de nombreux centres sportifs, dont certains sites olympiques des JO de 1900 et de 1924, comme la piscine Georges-Vallerey (20e), le Vélodrome de la Cipale (12e) ou les pelouses d'Auteuil (16e).
Le GR 2024 est inauguré le 15 juin 2017 par la Ville de Paris, de la Fédération française de la randonnée pédestre et de l’athlète Ladji Doucouré. La ville distribue 4000 topo-guides gratuitement pendant l'été.
Le guide du GR 2024 devenu GR 75 est commercialisé par la Fédération française de randonnée pédestre. 

## Trajet
Le parcours du GR est exclusivement parisien. Il forme une boucle de 50 kilomètres dans la périphérie de la ville, longeant en partie l'ancienne ligne de Petite Ceinture. Son point de départ et d'arrivée est fixé à la Géode, et le circuit est fractionné en 13 tronçons d'environ 4 kilomètres.
Il traverse alternativement des zones urbaines et espaces verts,. Il est connecté aux sept sentiers (GR 1, GR 2, GR 14, GR 14A, GR 22, GR 655) qui passent ou aboutissent à Paris.
Sur le parcours :
- la Géode
- le parc de la Villette
- le bois de Vincennes
- le parc de Bercy
- la Bibliothèque nationale de France
- le parc Kellermann
- le stade Charléty
- le parc André-Citroën
- le Parc des Princes
- le bois de Boulogne
- le parc Clichy-Batignolles - Martin-Luther-King